# مدينة الحسين للشباب

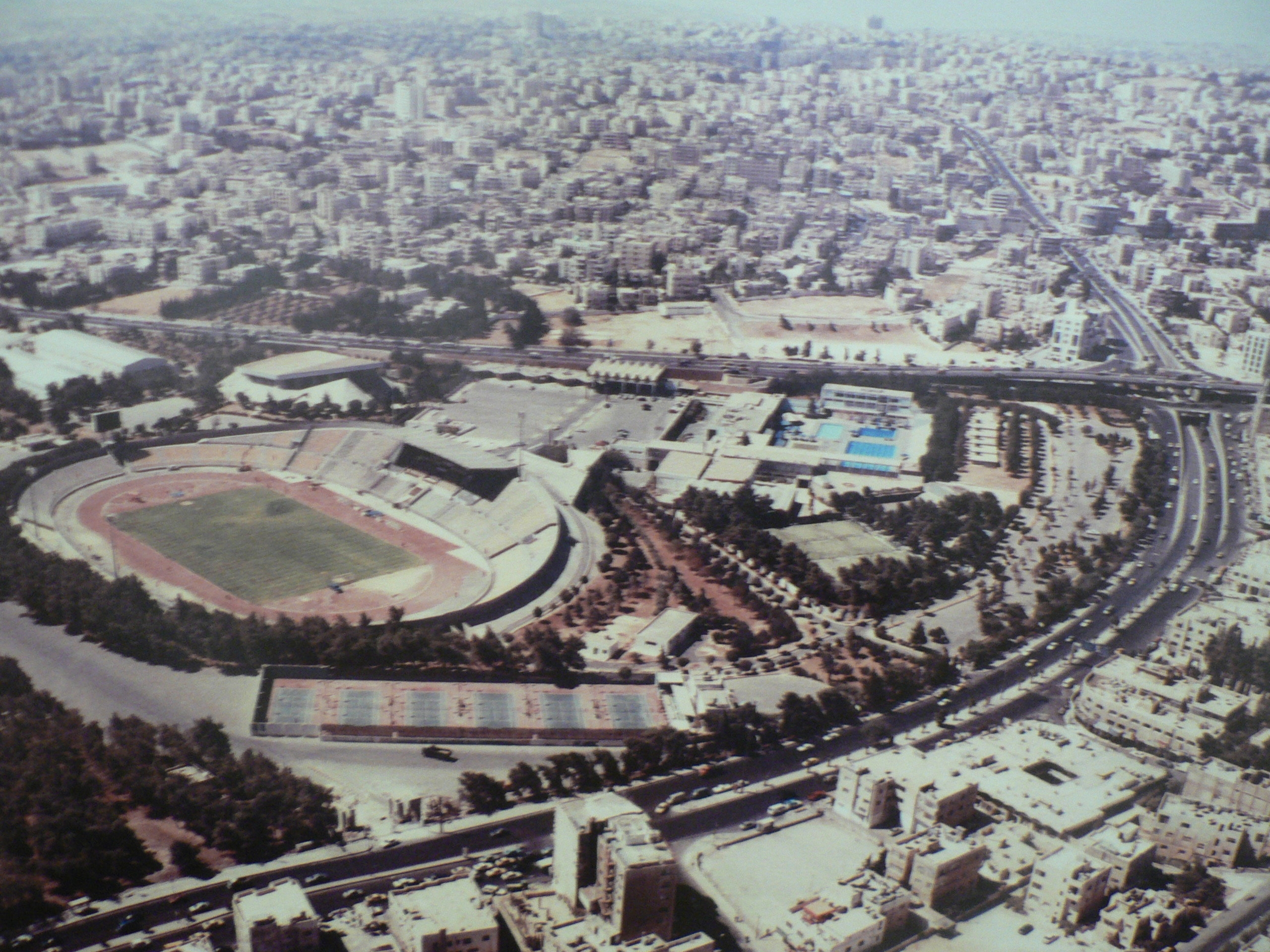
صورة جوية لملعب عمان الدولي في ثمانينات القرن العشرين

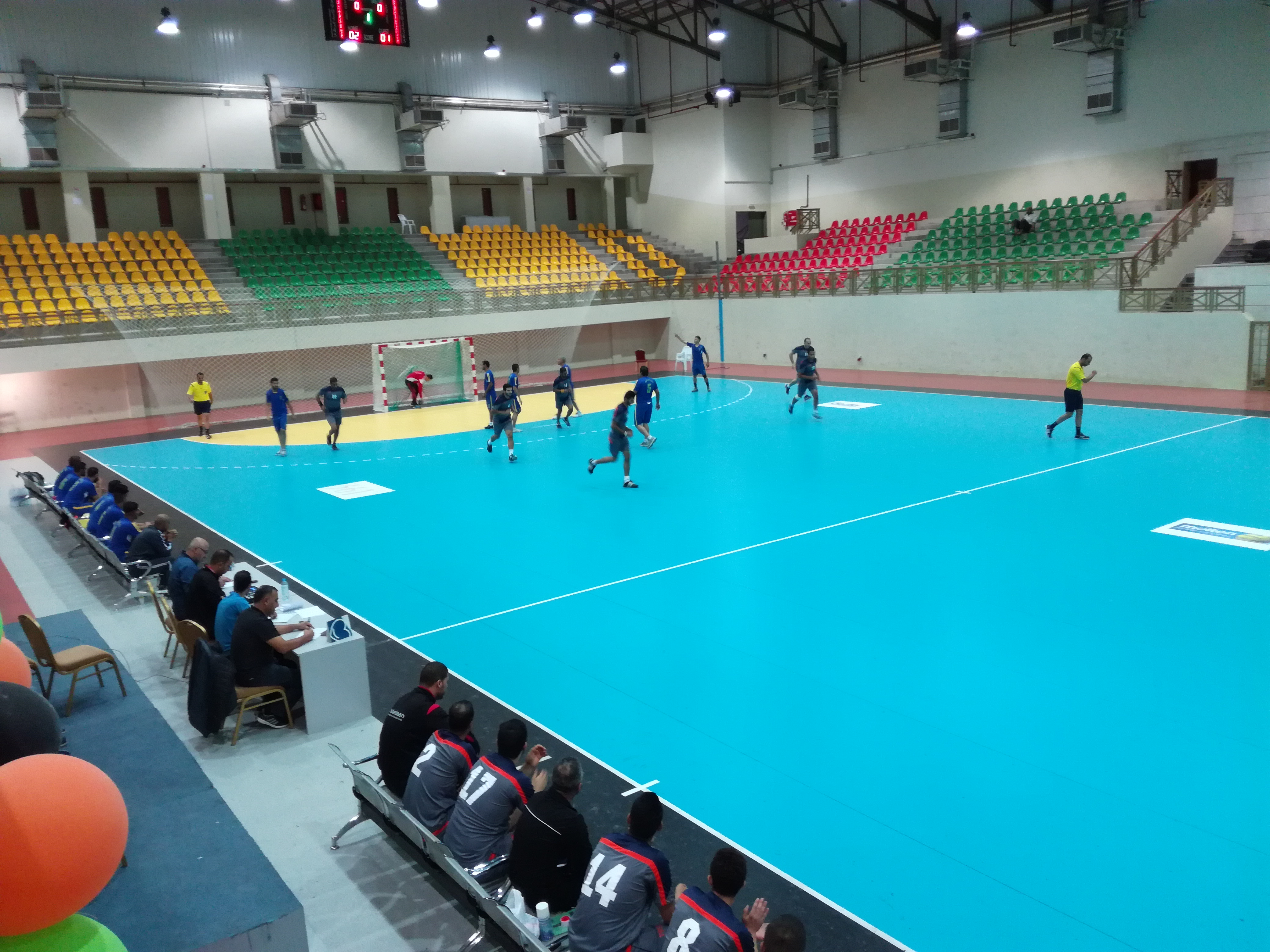
إحدى ملاعب كرة اليد في مدينة الحسين للشباب

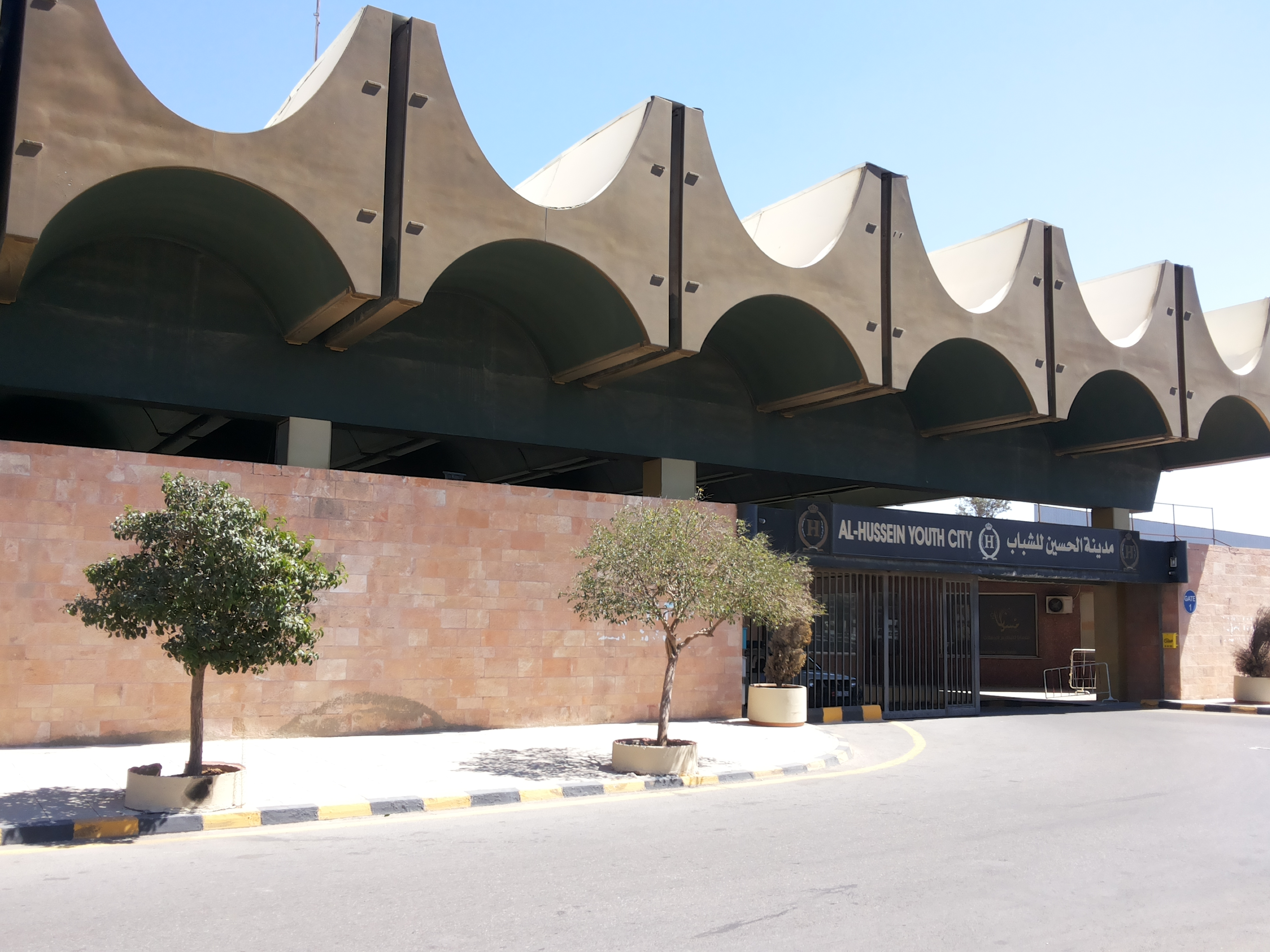
إحدى بوابات المدينة

مدينة الحسين الرياضية للشباب  أو مدينة الحسين للشباب مدينة رياضية أردنية، تقع في قلب العاصمة عمان بمنطقة العبدلي، أنشئت سنة 1964 زمن الملك الراحل الحسين بن طلال. تحوي عددًا من الملاعب والساحات والقاعات لمختلف الرياضات ككرة القدم والسلة والطائرة والتنس والسباحة والفروسية والملاكمة والدفاع عن النفس، وغيرها. أنشئت المدينة الرياضية كنموذج إقليمي فاعل في دعم الحركة الرياضية والشبابية في الأردن وبعض الدول العربية المجاورة.

## معالم المدينة الرياضية
- ستاد عمان الدولي
- نادي المدينة الرياضي
- نادي الأمير رعد
- صالة الأمير حمزة لكرة السلة
- قصر الرياضة
- ستاد البتراء
- المسبح الأولمبي
- مضمار الأميرة عالية للفروسية

- مقر الاتحاد الأردني لكرة التنس، والملاعب التابعة له
- مقر الاتحاد الأردني لكرة القدم، وملاعب كرة القدم العادي والخماسي.
- الجمعية الملكية لهواة الراديو
- صالة السكواش
- صالة الملاكمة